# Hyperkuban
Hyperkuban je hypotetický polycyklický uhlovodík se vzorcem C40H24. Jedná se molekulový analog čtyřrozměrné hyperkrychle. Jeho uhlíková kostra má neobvyklou geometrii, se symetrií Oh jako u kubanu, C8H8. Struktura obsahuje oktamethylkuban — kuban s uhlíkem navázaným na každý vrchol — kde je každý propojený s každou sousedící oktamethylkubanovou jednotkou ethen-1,2-diylovou skupinou, která vytváří vnější vrstvu. Hrany každého vnitřního jádra a s ním spojeného vnějšího vytvářejí cyklohexenové struktury.

## Historie
Hyperkuban byl poprvé navržen v roce 2014 a následně zkoumán výpočty na základě teorie funkcionálu hustoty (DFT).
Původní model hyperkubanu byl odvozen od oktamethylkubanu odstraněním atomů vodíku a přidáním ethylenových můstků a vazeb mezi sp2 a sp3 uhlíky. Za účelem umožnění budoucí spektroskopické identifikace hyperkubanu byly vypočteny chemické posuny pro 13C a 1H NMR-aktivní jádra.
V roce 2016 byla zkoumána pyrolýza hyperkubanu pomocí simulací molekulové dynamiky a bylo zjištěno, že hyperkuban je tepelně výrazně stálejší než kuban C8H8. Poločas rozkladu hyperkubanu za pokojové teploty vyšel jako nekonečný, tato látka by tedy měla být kineticky stálá. Mezi možnými produkty rozkladu hyperkubanu za vysokých teplot (nad 1000 K) se má nacházet polycyklický uhlovodík C34H18 s molekulou obsahující tři pospojované grafenové fragmenty a tři izolované molekuly acetylenu.